# Paisley (Oregon)
Pour les articles homonymes, voir Paisley.
Paisley est une municipalité américaine située dans le comté de Lake en Oregon.

## Géographie
Située sur la Chewaucan (en), la municipalité s'étend sur 0,44 mille carré (1,14 km2).

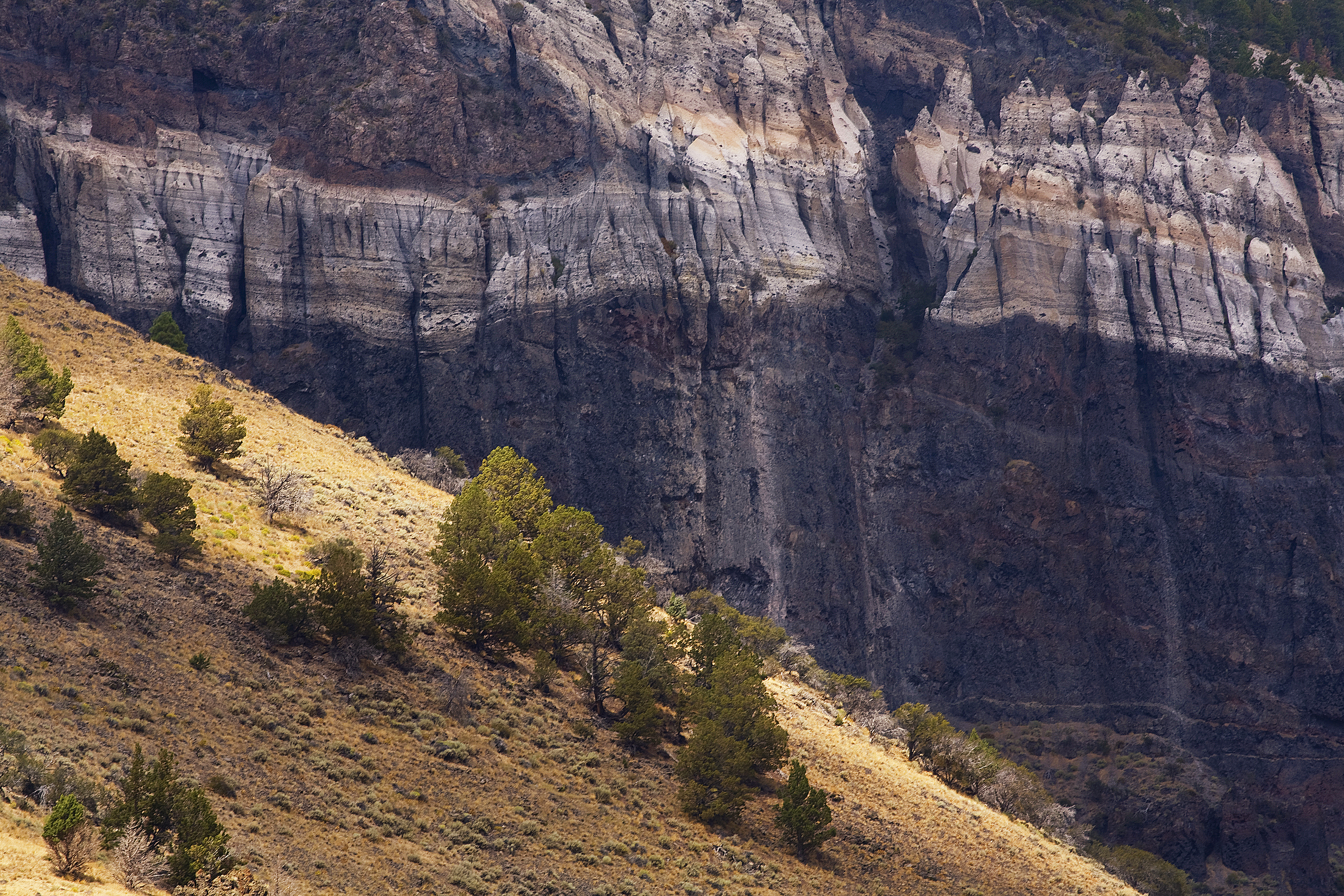
Formation rocheuse de la Forêt nationale de Fremont-Winema qui entoure Paisley.
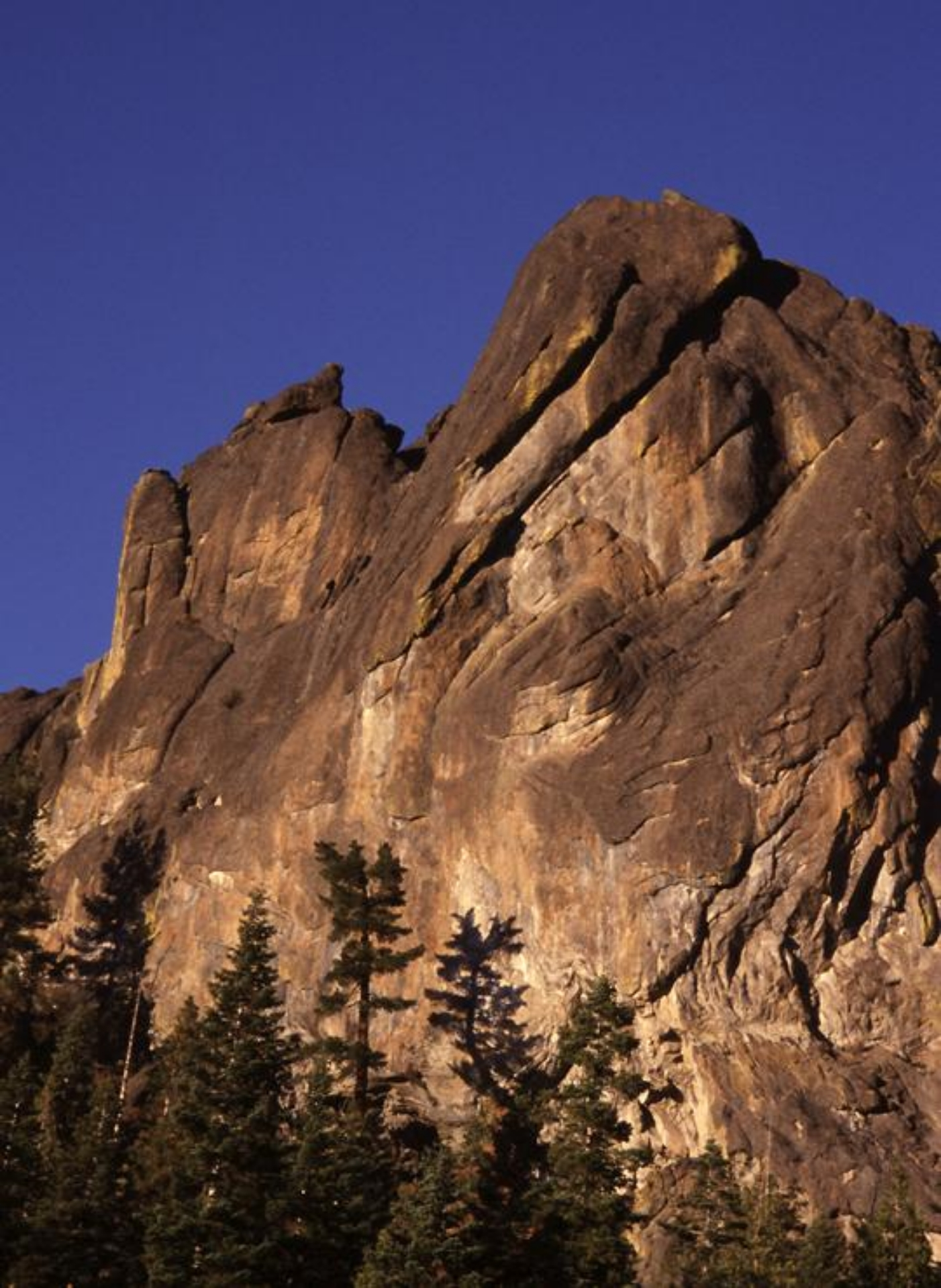
Formation rocheuse de la Forêt nationale de Fremont-Winema qui entoure Paisley.

## Histoire

### Grottes de Paisley
En 2008, un groupe de chercheur américains découvrent dans une grotte aux abords de Paisley des restes d'excréments humains fossilisés (coprolithes) datant de 14 300 ans. Les deux types génétiques identifiés dans les coprolithes sont A2 et G2, deux populations que l'on ne retrouve pas en Europe, renforçant la thèse de l'arrivée des hommes (asiatiques) en Amérique par le détroit de Bering. Ces recherches ont été financées en partie par l'Union européenne. L'anthropologue de l'université de l'Oregon Luther Cressman avait déjà émis ces hypothèses en 1940, mais faute de preuves scientifiques suffisantes, ses idées n'avaient pas été retenues.
En 2009, les archéologues découvrent un outil tranchant qu'ils affirment être le plus vieil artefact des Amériques, qui aurait 14 230 ans. En 2012, les recherches révèlent que les pointes de silex trouvées sur les lieux n'appartiennent pas à la culture Clovis, confirmant l'hypothèse d'une population appartenant au pléistocène, ou d'une population s'étant développée en parallèle de la culture Clovis. Pour d'autres, le fruit de ces recherches remettent en question la cohérence de la théorie de Clovis,.
En octobre 2014, le National Park Service américain ajoute les grottes de Paisley à sa liste des sites archéologiques les plus importants du pays.
En 2017, des chercheurs découvrent dans les grottes de Paisley les plus anciennes espèces (3 types différents) de punaise de lits découvertes à nos jours. Ces espèces remontent de 5 100 ans à 11 000 ans, et auraient été des parasites de chauve-souris. La présence de ces parasites offrent des indices sur les conditions climatiques de l'époque,.

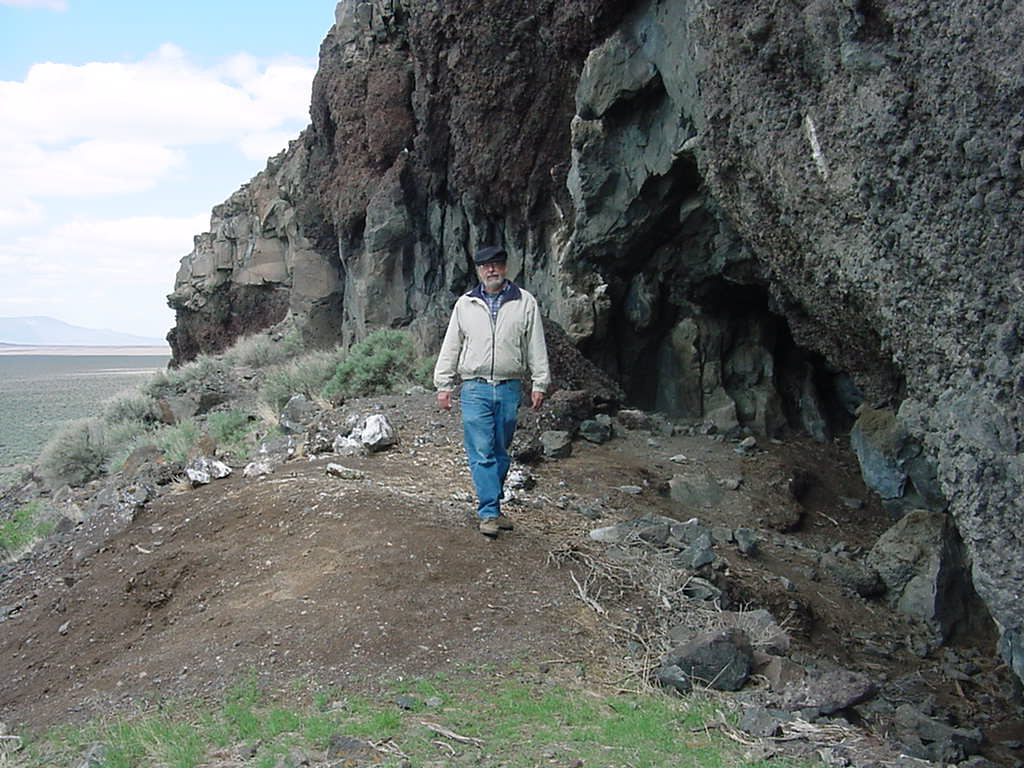
Une des grottes de Paisley (Bill Cannon, archéologue).

### Ère contemporaine
En 1873, Charles Ennis nomme le bourg en référence à sa ville natale de Paisley en Écosse. Paisley devient une municipalité le 18 novembre 1911.

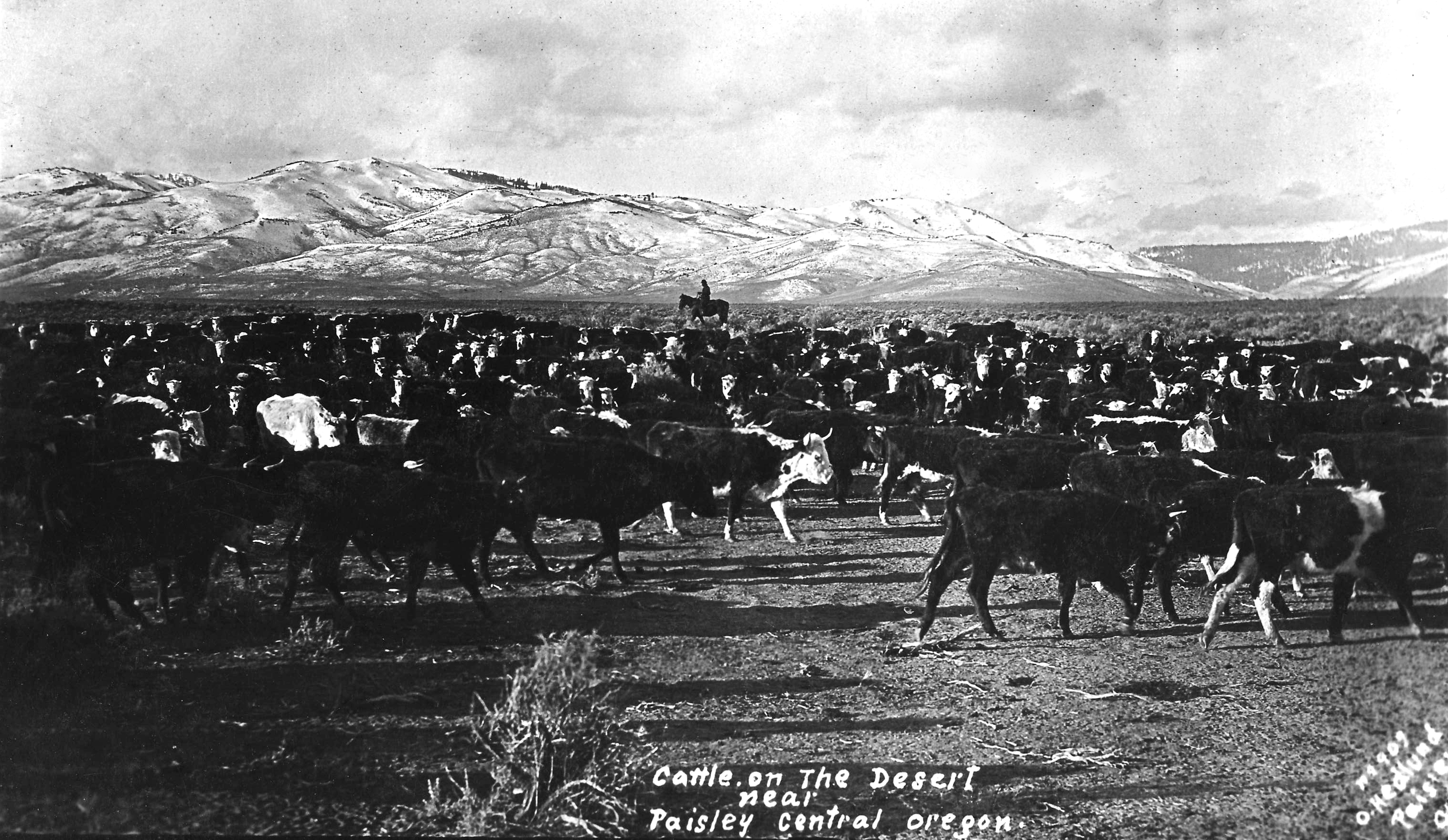
Troupeau, photo historique.
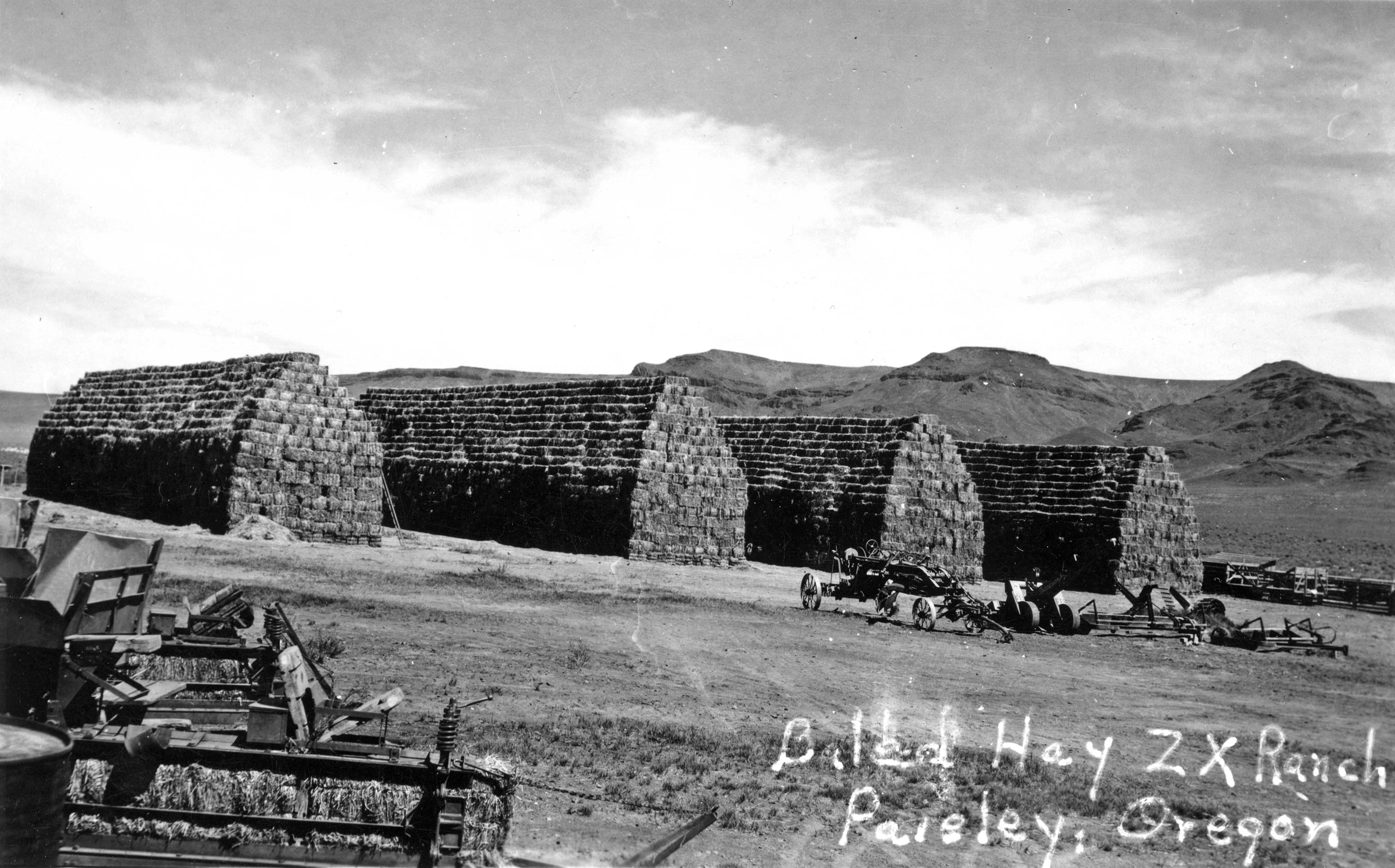
Photo historique du ranch ZX à Paisley.
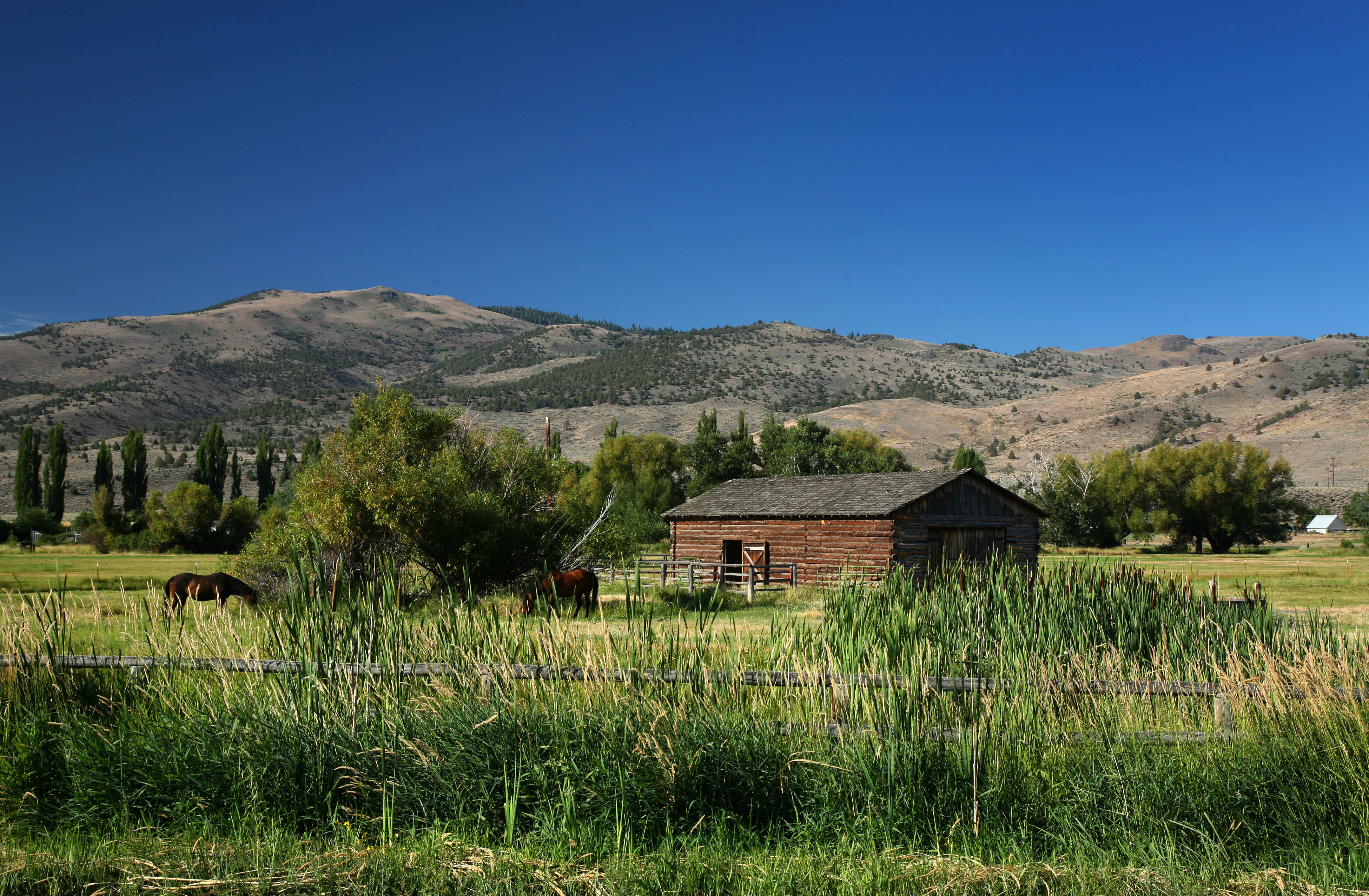
Ferme d'époque à la périphérie de la ville.

## Démographie
Lors du recensement de 2010, sa population est de 243 habitants. Elle est estimée à 372 habitants. 104 d'entre eux ont alors entre 65 et 74 ans.

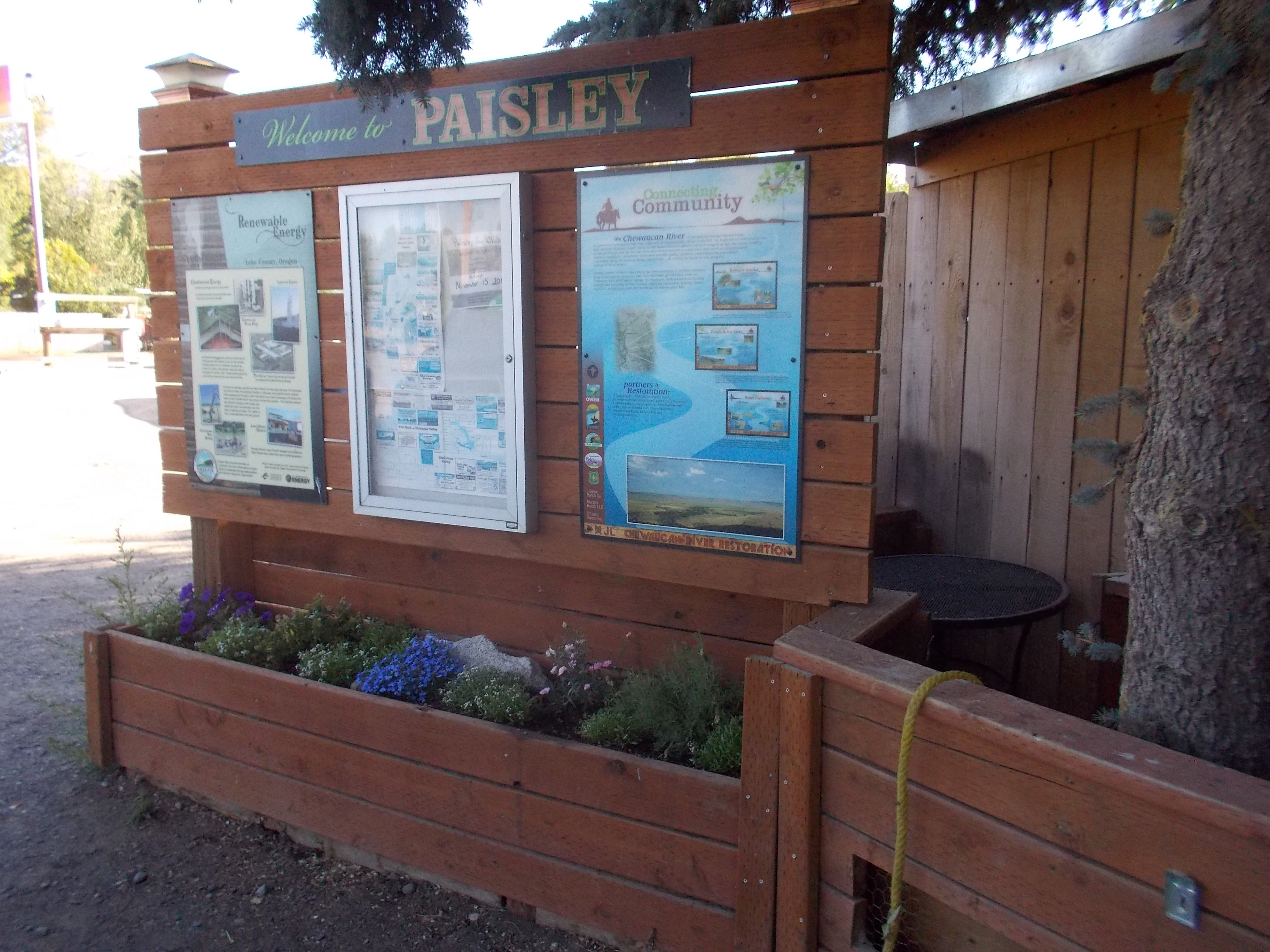
Panneau Welcome to Paisley.
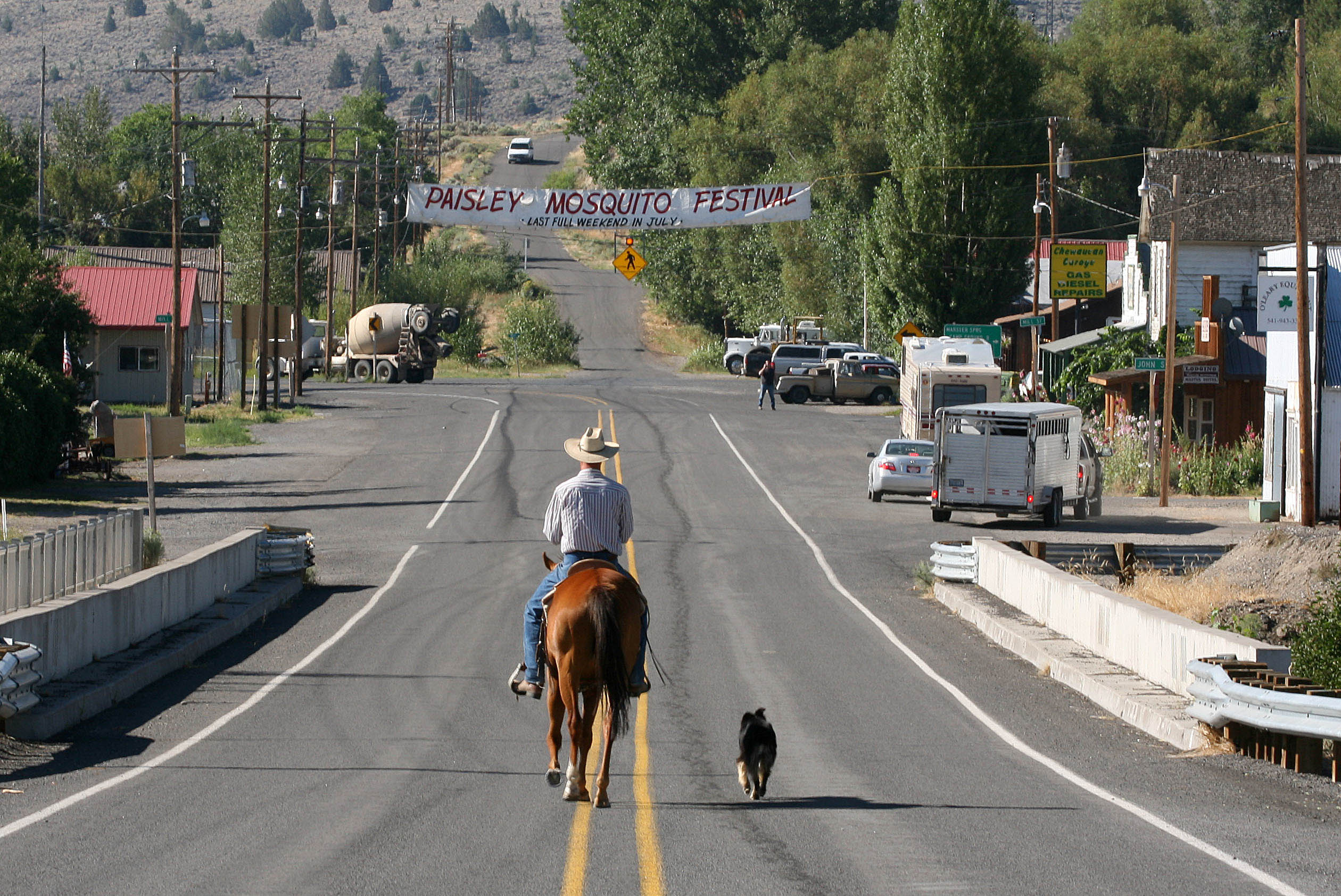
Rue de Paisley.
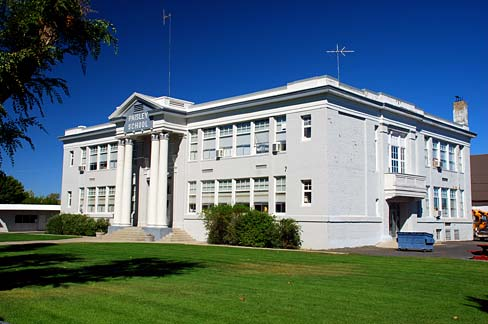
École de Paisley.